# بيت الشاوش العليا (الحيمة الخارجية)

تعديل مصدري - تعديل

بيت الشاوش العليا هي إحدى قرى عزلة بني بجير بمديرية الحيمة الخارجية التابعة لمحافظة صنعاء، بلغ تعداد سكانها 53 نسمة حسب تعداد اليمن لعام 2004.